# Murbella
Murbella es un personaje de la saga de novelas de ciencia ficción Dune, de Frank Herbert. Aparece en Herejes de Dune y Casa Capitular Dune.
Miembro de las Honoradas Matres, es capturada por la Reverenda Madre Lucilla mientras intentaba completar la imprimación sexual del joven ghola de Duncan Idaho. Adiestrada posteriormente por las Bene Gesserit, es una pieza clave del plan de la superiora de la orden, Darwi Odrade, para la derrota de las Honoradas Matres. Tras la muerte de esta, asumirá el poder de ambas organizaciones e iniciará la integración de las Honoradas Matres en la Bene Gesserit.

## Referencia bibliográfica
- Frank Herbert, Herejes de Dune. Ediciones Debolsillo: Barcelona, 2003. ISBN 978-84-9759-731-9
- Frank Herbert, Casa Capitular Dune. Ediciones Debolsillo: Barcelona, 2003. ISBN 9788497597708